# Rusłan Zanewski
Rusłan Wołodymyrowycz Zanewski, ukr. Руслан Володимирович Заневський (ur. 27 listopada 1987 w Odessie) – ukraiński piłkarz, grający na pozycji pomocnika lub napastnika.

## Kariera piłkarska

### Kariera klubowa
Wychowanek klubów Junha Czorne More Odessa i Szachtar Donieck, barwy których bronił w juniorskich mistrzostwach Ukrainy (DJuFL). Karierę piłkarską rozpoczął 19 lipca 2004 w drużynie rezerw Szachtara Donieck. W końcu 2005 za obopólną zgodą anulował kontrakt z donieckim klubem i potem trenował się razem z piłkarzami drużyny rezerw AC Milanu, po czym w 2006 został oddany do czwartoligowego farm klubu Nuorese Calcio. Latem 2006 podpisał kontrakt z łotewskim Ditton Daugavpils. Na początku 2007 przeniósł się do belgijskiego Royal Charleroi. Latem 2007 opuścił belgijski klub i potem występował w fińskich klubach FF Jaro i Jakobstads BK. Latem 2011 został piłkarzem FK Połtawa.

### Kariera reprezentacyjna
W latach 2002–2005 bronił barw młodzieżowej reprezentacji Ukrainy.